# Nikita Bażenow
Nikita Aleksandrowicz Bażenow (ros. Ники́та Алекса́ндрович Баже́нов, ur. 1 lutego 1985 w Moskwie) piłkarz rosyjski grający na pozycji napastnika.

## Kariera klubowa
Bażenow urodził się w Moskwie. Jest absolwentem akademii piłkarskiej o nazwie Torpedo Ljuberżi. W wieku 16 lat trafił do Saturna Ramienskoje i trzy sezony spędził w rezerwach tego klubu, a 10 kwietnia 2004 roku zadebiutował w rozgrywkach Premier Ligi w przegranym 1:2 meczu z Lokomotiwem Moskwa i już w debiucie zdobył gola. Łącznie w rundzie wiosennej 5-krotnie pokonywał bramkarzy rywali Saturna i latem przeszedł do Spartaka Moskwa. W barwach Spartaka jako rezerwowy zagrał 12 razy i strzelił 1 gola, w spotkaniu z Krylją Sowietow Samara (3:1). W 2005 roku Bażenow wywalczył wicemistrzostwo Rosji. Przegrał jednak rywalizację z Fernando Cavenaghim oraz Romanem Pawluczenką i zaliczył zaledwie 10 spotkań i strzelił 1 bramkę. W 2006 roku ponownie został wicemistrzem kraju (zdobył 3 gole), a także zadebiutował w fazie grupowej Ligi Mistrzów. Z kolei w 2007 roku został ze Spartakiem wicemistrzem Rosji. W 2009 roku powtórzył to osiągnięcie.
W 2011 roku Bażenow odszedł do Tomu Tomsk. W latach 2017–2018 grał w FSK Dołgoprudnyj. W 2018 przeszedł do kazachskiego klubu Okżetpes Kokczetaw.
| Sezon   | Klub               | Kraj       | Rozgrywki        | Mecze | Bramki |
| ------- | ------------------ | ---------- | ---------------- | ----- | ------ |
| 2004    | Saturn Ramienskoje | Rosja      | Priemjer-Liga    | 12    | 5      |
| 2004    | Spartak Moskwa     | Rosja      | Priemjer-Liga    | 12    | 1      |
| 2005    | Spartak Moskwa     | Rosja      | Priemjer-Liga    | 10    | 1      |
| 2006    | Spartak Moskwa     | Rosja      | Priemjer-Liga    | 11    | 3      |
| 2007    | Spartak Moskwa     | Rosja      | Priemjer-Liga    | 16    | 4      |
| 2008    | Spartak Moskwa     | Rosja      | Priemjer-Liga    | 22    | 6      |
| 2009    | Spartak Moskwa     | Rosja      | Priemjer-Liga    | 22    | 2      |
| 2010    | Spartak Moskwa     | Rosja      | Priemjer-Liga    | 12    | 0      |
| 2011/12 | Tom Tomsk          | Rosja      | Priemjer-Liga    | 25    | 0      |
| 2012/13 | Tom Tomsk          | Rosja      | Pierwyj diwizion | 24    | 5      |
| 2013/14 | Tom Tomsk          | Rosja      | Priemjer-Liga    | 13    | 0      |
| 2014/15 | Tom Tomsk          | Rosja      | Pierwyj diwizion | 28    | 9      |
| 2015/16 | Tom Tomsk          | Rosja      | Pierwyj diwizion | 31    | 4      |
| 2016/17 | FSK Dołgoprudnyj   | Rosja      | Wtoroj diwizion  | 1     | 0      |
| 2017/18 | FSK Dołgoprudnyj   | Rosja      | Wtoroj diwizion  | 12    | 9      |
| 2018    | Okżetpes Kokczetaw | Kazachstan | Byrynszy liga    | 24    | 16     |

## Kariera reprezentacyjna
Bażenow występował w młodzieżowej reprezentacji Rosji U-19, a w 2004 roku zaczął występować w kadrze U-21, w której zaliczył m.in. gole w meczach z Finlandią i Węgrami. Natomiast w pierwszej reprezentacji Rosji zadebiutował 20 sierpnia 2008 w zremisowanym 1:1 towarzyskim spotkaniu z Holandią.